# Thomisus nepenthiphilus
Thomisus nepenthiphilus (лат.) — вид пауков семейства пауков-бокоходов.

## Описание
Длина тела самок около 10 мм. Головогрудь и передние ноги палевого цвета. Задние ноги и брюшко желтовато-белые. Самцы красноватые длиной около 3,5 мм.

## Экология
Пауки встречается только в фитотельматах растений Nepenthes gracilis и питаются личинками комаров, живущих в кувшине, и мухами, отлавливаемых на краях кувшина. Без пауков в кувшины попадает меньше насекомых, но поступает больше питательных веществ от каждого попавшегося насекомого. Кувшины, в которых поселяются пауки, попадает больше насекомых, но меньше питательных веществ от каждого насекомого. Взаимоотношения между пауком и непентесом оказываются выгодными в тех случаях, когда количество пищевых ресурсов ограничено и не выгодно при высокой численности насекомых. Самка устраивает паутинное гнездо в верхней части кувшина. Один кувшин непентеса никогда не бывает заселен более, чем одной взрослой самкой. Кокон с яйцами прикрепляется паутиной к внутренней стенке. Развитие в коконе продолжается 10 дней. В коконах Thomisus nepenthiphilus паразитируют наездники-ихневмониды, а в яйцах наездников паразитируют хальциды. В случае опасности от хищников пауки ныряют в кувшин.

## Распространение
Встречаются на Суматре и в Сингапуре.